# 社会局
社会局（しゃかいきょく）とは、1920年に内務省の内部部局として設置された日本の行政機関。2年後の1922年に内務省の外局となった。そして、1938年衛生局とともに分離され、厚生省になり、1947年に労働部門が分離（労働省設置）された。

## 社会局官制（大正11年勅令第460号）

### 所掌事務
（第1条）

一、労働に関する一般事項

二、工場法施行に関する事項

三、鉱業法中鉱夫に関する事項

四、社会保険に関する事項

五、失業の救済及防止に関する事項

六、国際労働事務に関する統轄事項

七、賑恤救済に関する事項

八、児童保護に関する事項

九、軍事救護に関する事項

十、其の他社会事業に関する事項

十一、労働統計に関する事項

### 内部組織
（第3条）

- 庶務課

　人事、文書及会計に関する事務並他の主掌に属せさる事務

- 統計課

　統計に関する事務
- 第一部

　第一号乃至第三号及第六号に掲くる事務
- 第二部

　第四号、第五号及第七号乃至第十号に掲くる事務

## 歴代局長
内務省社会局長
| 氏名     | 在任期間                       | 備考 |
| -------- | ------------------------------ | ---- |
| 池田宏   | 1920年8月24日 - 1920年12月25日 |      |
| 小橋一太 | 1920年12月25日 - 1921年4月22日 | 心得 |
| 田子一民 | 1921年4月22日 - 1922年2月21日  | 心得 |
| 田子一民 | 1922年2月21日 - 1922年11月1日  |      |

社会局長官
| 氏名       | 在任期間                       | 備考     |
| ---------- | ------------------------------ | -------- |
| 塚本清治   | 1922年11月1日 - 1923年9月5日   |          |
| 池田宏     | 1923年9月5日 - 1924年12月15日  |          |
| 長岡隆一郎 | 1924年12月15日 - 1929年6月25日 |          |
| 潮恵之輔   | 1929年6月25日 - 1929年7月23日  | 事務取扱 |
| 吉田茂     | 1929年7月23日 - 1931年5月8日   |          |
| 松本学     | 1931年5月8日 - 1931年12月18日  |          |
| 丹羽七郎   | 1931年12月18日 - 1934年7月10日 |          |
| 赤木朝治   | 1934年7月10日 - 1935年6月28日  |          |
| 半井清     | 1935年6月28日 - 1936年3月13日  |          |
| 広瀬久忠   | 1936年3月13日 - 1937年6月5日   |          |
| 大村清一   | 1937年6月5日 - 1938年1月11日   |          |

## 関連事項
- 厚生省
- 労働省
- 厚生労働省
- 労使協調